# 500 (getal)
500 is een natuurlijk getal dat wordt voorafgegaan door 499 en gevolgd door 501.

## Massa
- 1 pond = ½ kilogram = 500 gram

## Lengtematen
500 meter is:
- 0,5 kilometer
- 5 hectometer
- 50 decameter
- 5.000 decimeter
- 50.000 centimeter
- 500.000 millimeter

## Wiskundige eigenschappen
500 is een Harshadgetal.

## Rekenvaardigheden
500 is de helft van 1000, dus 1000 : 2 is 500.
500 is het dubbele van 250, dus 250 × 2 is 500.
500 is het viervoudige van 125, dus 125 × 4 is 500.

## 500 op andere gebieden
500 is ook:
- een auto, de Ford Five Hundred en de Fiat 500
- een status code die in HTTP een Internal Server Error aangeeft
- een status code die in SMTP aangeeft dat er een syntaxisfout heeft opgetreden door het geven van een niet herkende commando
- de jaren 500 en 500 v.Chr.